# 戈梅利區
戈梅利区是白俄罗斯戈梅利州下辖的一个行政区划单位。最早设立于1926年12月8日，属于白俄罗斯苏维埃社会主义共和国的戈梅利专区，1938年起划归戈梅利州管辖。首府为戈梅利市。

## 地理
戈梅利区地势以低地为主，大部分区域位于戈梅利波列西耶，西北部属恰切尔斯克平原。地势总体自北向南倾斜，93%的地区海拔介于120至140米之间，最高点为东部Ziabrovka村附近的160米，最低点为索日河的河床，111米。
区内自然资源丰富，拥有52处泥炭矿藏，总储量达952万吨，著名矿点有：Vadavoy、Kobylanske、Zherabna-Konskaye沼泽。另有黏土矿2处（Budyschanskoye和Yerominskoye）、砂矿4处（Budyschanskoye、Asavtsovskoye、Gadychavskoye和Yerominskoye）。
年平均气温：1月为-6.9℃，7月为+18.8℃；年降水量约590毫米；无霜期为193天。
主要河流为索日河，自东北向南流，支流包括：左岸的伊普奇河、赫拉普奇河、切鲁哈河、格拉博夫卡河、乌季河、涅米利尼亚河、布伊科夫卡河；右岸的乌扎河和伊沃利卡河。河网密度为0.35 km/km²。排水系统总长6500公里（1991年数据），包括封闭式排水系统、渠道、引水渠等。
耕地土壤类型包括：草甸灰壤土（33.1%）、湿草甸土（27.5%）、冲积土（14.8%）、草甸碳酸盐湿土（13.4%）、泥炭湿地（11.2%）。从粒度组成来看，砂质土40.8%、轻壤土24.8%、中壤土23.2%、泥炭土11.2%。耕地土壤肥力平均指数为34（范围22至57）。
森林覆盖率为35%，主要为松树林（70%），其次为桦树（10%）、橡树（10%）、黑榛树（6.4%）、山杨（2.3%）。
区内拥有共和国级疗养胜地——琼基。
在景观地理划分上，大部分属于波列西耶景观省（第聂伯-索日景观区），北部属于前波列西耶景观省（别谢达-索日景观区）。主要景观类型包括冲积阶地景观、冰碛砂景观和次生冰碛景观。

## 历史
本区初建于1926年12月8日，作为白俄罗斯苏维埃社会主义共和国戈梅利专区的一部分，下辖22个乡村苏维埃。之后因多次行政区划调整，经历撤销与重建，最终于1937年7月27日重新设区，并于1938年2月20日划入戈梅利州。详细历史沿革请见条目原文。

## 人口
截至2005年1月1日，戈梅利区有188个乡村居民点，总人口71,445人（不含戈梅利市）。其中15岁以下人口12,106人，16岁至退休年龄人口42,902人，退休以上人口16,437人。家庭总数为26,759户。
辖区包括25个乡级行政单位（乡村苏维埃），其中较大者如：乌卢科夫乡（9,388人）、雅罗明乡（7,515人）、克拉斯涅乡（7,525人）等。辖内还有1个市级镇卡斯蒂奥乌卡和1个工人定居点巴利沙维克。

## 文物与建筑
考古遗址包括旧石器时代人类定居地、普里巴尔附近的古坟冢以及若干石器时代遗址（如普廖西、乌扎、巴博维奇、琼基等）。
二战时期的纪念性坟墓和烈士纪念碑遍布于帕卡柳比奇、捷里乌哈、查拉坚卡等地。此外还有多处反法西斯地下组织纪念碑，如“游击水泉”等。
建筑遗迹包括：
- 哈吉察瓦村教堂（19世纪上半叶）
- 格雷博茨克圣母诞生教堂
- 卡拉尼奥夫卡庄园住宅（19世纪下半叶）
- 斯塔拉亚·别利察的圣尼古拉教堂和庄园（18世纪末至19世纪初）
- 查拉坚卡升天教堂（建于1865—1868年）

## 区执行委员会主席
- –2020年9月：阿琳娜·伊万诺芙娜·阿列克西娜
- 2020年9月–2023年3月：谢尔盖·弗拉基米罗维奇·亚尔马利茨基
- 自2023年3月27日起：德米特里·伊万诺维奇·科泽尔[2]

## 著名人物
- 米哈伊尔·巴什拉科夫
- 里戈尔·克利莫维奇（1924年生于今恰列什科维奇，2000年卒）——白俄罗斯民族抵抗运动领导者之一、《诺里尔斯克起义》国歌作者。
- 彼得·鲁萨夫
- 格奥尔基·什季哈夫（1927年出生于斯塔拉亚·别利察，2018年逝世）——著名考古学家与历史学家。

### 戈梅利区荣誉市民[3]
- 维塔利·伊格纳塔维奇·扎利亚兹尼亚克
- 阿尔卡季·科布鲁谢夫
- 米哈伊尔·里奇科夫
- 弗拉基米尔·马约罗夫
- 米哈伊尔·鲁班
- 拉伊萨·谢尔宾

## 延伸阅读
- 《白俄罗斯苏维埃社会主义共和国行政区划手册》. 明斯克：“白俄罗斯”出版社，1985–1987.
- 《白俄罗斯共和国行政区划（1981—2010）》. 白俄罗斯国家档案研究所，2012.